# Diego Maradona
« Maradona » redirige ici. Pour les autres significations, voir Maradona (homonymie).
Pour le biopic éponyme, voir Diego Maradona (film).
Diego Armando Maradona, né le 30 octobre 1960 à Lanús (province de Buenos Aires, Argentine) et mort le 25 novembre 2020 à Tigre (province de Buenos Aires), est un footballeur international argentin devenu entraîneur. Durant sa carrière de joueur, entre 1976 et 1997, il joue au poste de milieu offensif sous le maillot no 10.
Surnommé El Pibe de Oro (Le gamin en or), il est considéré comme l'un des meilleurs joueurs de l'histoire du football,.
Joueur prodige des années 1980, artisan de la victoire de l'équipe d'Argentine à la Coupe du monde 1986 au Mexique, star éternelle du Napoli, il est aussi l'une des personnalités les plus controversées du sport et de la société en raison de ses relations peu recommandables à cette époque, ses nombreux dérapages verbaux, ses deux contrôles positifs en 1991 en Italie et en 1994 lors du mondial américain et de sa dépendance à la cocaïne et au cannabis qui a largement perturbé sa carrière de joueur professionnel ainsi que son état de santé.
Il fait partie de la FIFA 100, une liste des plus grands footballeurs vivants, publiée en 2004 pour le centenaire de la Fédération internationale de football association (FIFA), signée par Pelé, considéré comme le meilleur joueur de football du XXe siècle et fait partie de l'équipe mondiale du XXe siècle. En 2024 à Paris, l'Association internationale de la presse sportive (AIPS) à l'occasion de son 100e anniversaire l'a élu deuxième meilleur joueur après Pelé,. 
Reconverti dans la profession d’entraîneur, il est nommé sélectionneur de l'équipe nationale argentine le 28 octobre 2008. À l'issue de la Coupe du monde de football 2010 au cours de laquelle l'Argentine s'incline lourdement face à l'Allemagne en quart de finale (0-4), son contrat de sélectionneur n'est pas renouvelé. Il est l'entraîneur du club argentin de Gimnasia La Plata de 2019 à 2020. Alors que sa santé décline à partir des années 2000, il meurt d'un arrêt cardiaque à son domicile de Buenos Aires, presque un mois après son soixantième anniversaire.

## Biographie

### Enfance

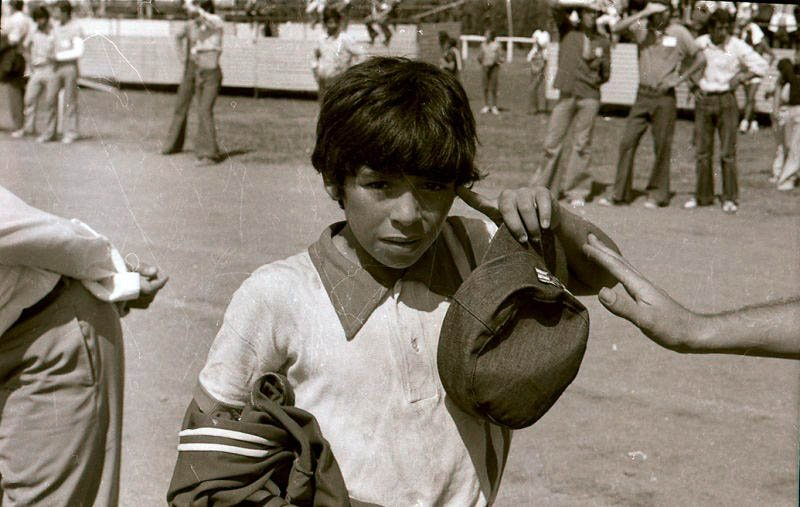
Diego Maradona, 1973.

Diego Armando Maradona naît le 30 octobre 1960 à l'hôpital Eva Perón de Lanús, dans la province de Buenos Aires. Son père, qui s'appelle également Diego Maradona (1928-2015), est surnommé Chitoro ou Don Diego. Sa mère est Dalma Salvadora Franco, dite Doña Tota (1930-2011). Il est le cinquième des huit enfants, et le premier garçon, d'une famille modeste, originaire de la province de Corrientes et aux origines amérindiennes, espagnoles (de Galice,,, et d'Andalousie), italiennes et croates.
Selon le chercheur en génétique Guillermo Collado Macdur, Diego Armando Maradona aurait aussi des origines africaines. En effet, il serait le descendant direct de Luiz Maradona, un esclave de la province de San Juan ayant obtenu sa liberté après sa participation aux guerres d'indépendance au sein de l'Armée du Nord.
Diego Armando a deux frères plus jeunes que lui, Raúl (en) (1966-) et Hugo Maradona (1969-2021) qui deviendront également footballeurs. Il grandit dans le bidonville surpeuplé et insalubre de Villa Fiorito (en), dans la banlieue sud de Buenos Aires, où son père travaille sur des chantiers de construction tandis que sa mère fait des ménages et des lessives.
Élève médiocre, il apprend la débrouille, mais aussi l'adversité dans ce bidonville où il joue de nombreux matchs de football dans les rues et sur une esplanade. À 10 ans, il se rend avec un copain aux journées de détection du club local d'Argentinos Juniors où il est remarqué par un recruteur, Francis Cornejo qui l'intègre à l'équipe des Cebollitas (les petits oignons), l'équipe junior du club. Très adroit avec un ballon, il amuse le public avec ses jongleries à la mi-temps des matchs de première division. Malgré son jeune âge, il attire déjà les médias par son talent et stupéfie les foules. Les journaux vont voir le phénomène, ainsi que la télévision. C'est ainsi qu'à 12 ans, il déclare à une télévision venue l'interviewer : « j'ai deux rêves, disputer une coupe du monde, et la remporter avec l'Argentine ».

### Les débuts d'El Pibe de Oro
Dix jours avant ses seize ans, il fait ses débuts professionnels avec l'équipe d'Argentinos Juniors. Rapidement, il devient le leader de l'équipe, faisant d'Argentinos Juniors, un club de bas de tableau, l'un des ténors du championnat. Il ne gagne cependant aucun titre avec sa première équipe, marquant tout de même 116 buts en 166 matches.

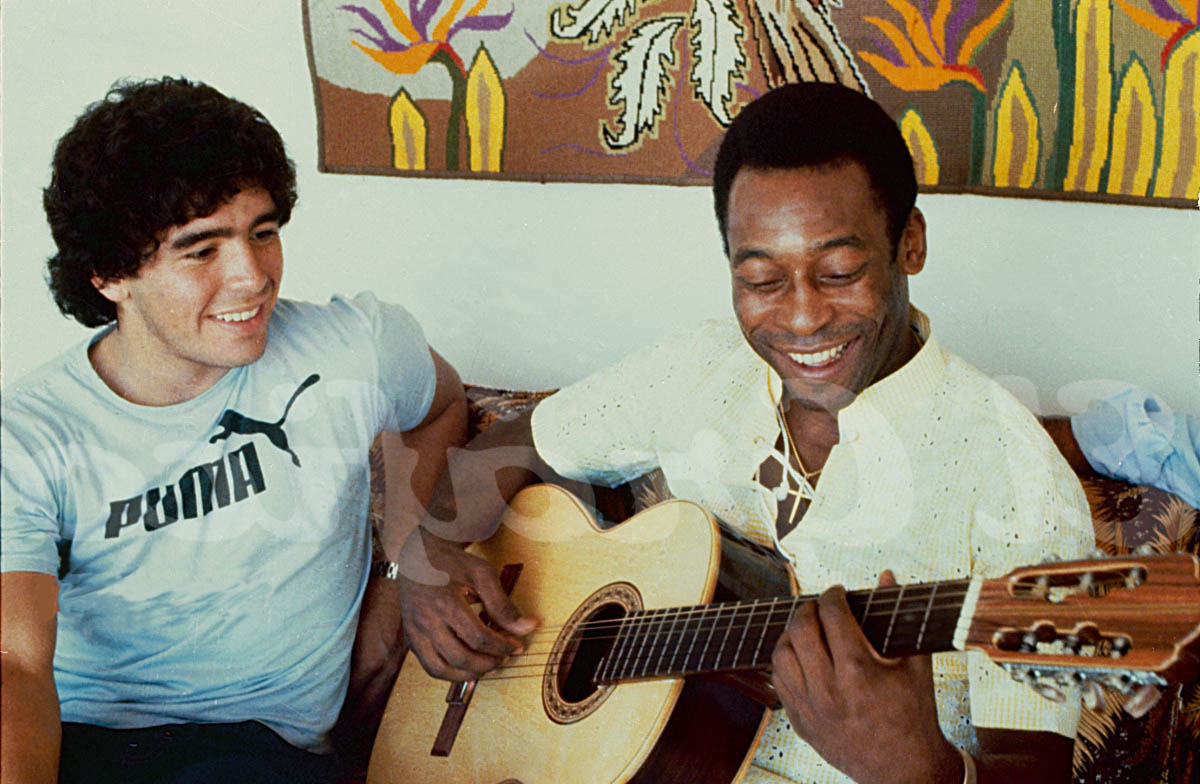
Maradona et Pelé en 1979.

Son talent est tel qu'il honore sa première sélection en équipe nationale le 27 février 1977, à 16 ans, pour un match contre la Hongrie. César Luis Menotti, le sélectionneur, ne le retient cependant pas pour disputer la Coupe du monde de football 1978 (qui verra l'Argentine, pays hôte, remporter sa première Coupe du monde), l'estimant encore trop jeune. Il lui préfère les autres no 10 : José Daniel Valencia (CA Talleres), Julio Villa (Racing Club) et Norberto Alonso (River Plate).
Le sélectionneur se rattrape un an plus tard en le nommant capitaine de l'équipe d'Argentine junior chargé de remporter la Coupe du monde des espoirs. Le trophée est acquis en finale face à l'URSS, battue 3 à 1. Maradona est élu meilleur joueur du tournoi, et remporte la même année le Ballon d'or argentin.
En 1981, l'équipe de Boca Juniors dépense une fortune pour enlever le prodige aux Argentinos. Maradona ne joue que deux saisons pour les bleus et or de Buenos Aires, mais celles-ci furent sûrement parmi les plus marquantes de sa carrière. Il gagne le championnat, mais surtout humilie le rival légendaire de Boca, River Plate en marquant deux des trois buts de la victoire, et en étant fortement impliqué dans le troisième. Lors de cette saison, il inscrit 28 buts en 40 rencontres.

### Carrière de joueur

#### Maradona à Barcelone

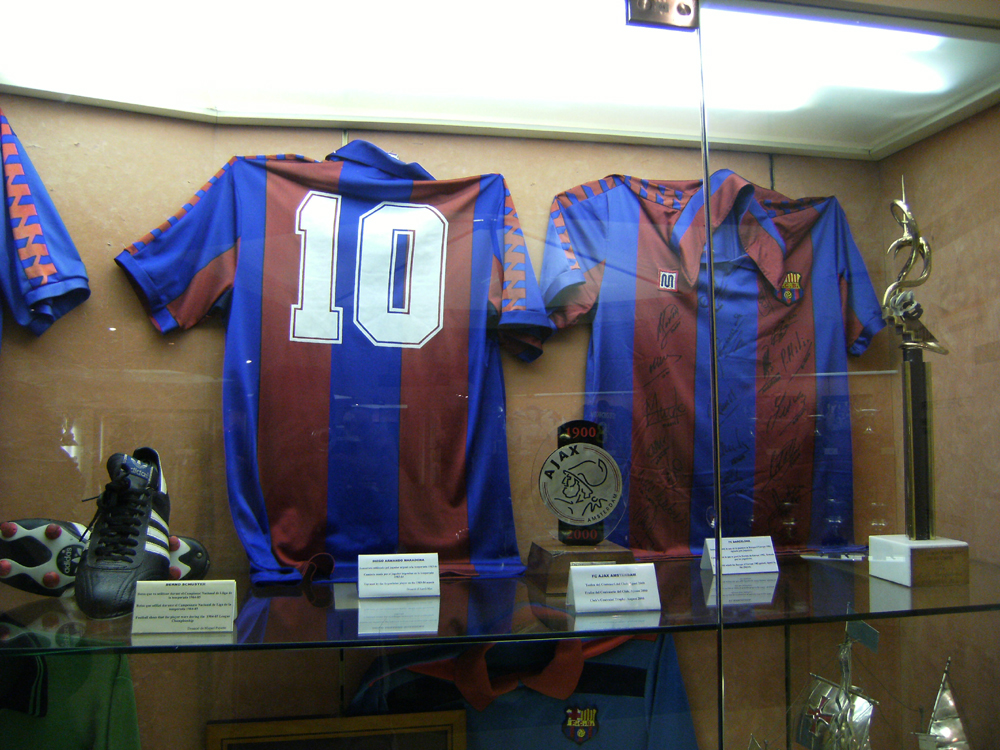
Le maillot blaugrana de Diego Maradona exposé au Musée du FC Barcelone.

En 1982, Maradona est transféré au FC Barcelone pour environ 7,3 millions de dollars par une équipe de Boca Juniors qui s'est beaucoup endettée pour le « Pibe de oro ». Le footballeur est payé au moins 50 000 $ par saison, sans compter les avantages, les primes et les revenus des produits dérivés. Mais avant même de débuter au Barça, la popularité de Maradona est d'emblée sérieusement écornée par sa prestation lors de la Coupe du monde de football de 1982, organisée justement en Espagne, juste avant la saison de championnat. Maltraité par des défenseurs rugueux, le prodige argentin se venge lors du match de poule contre le Brésil en agressant Batista, d'un coup de pied dans le ventre, à cinq minutes de la fin du temps règlementaire. Il est expulsé et l'Argentine est éliminée. Ce premier coup de sang, vite regretté[réf. souhaitée], sera le premier d'une longue série de gestes qui vont susciter la controverse. L'échec argentin au mondial coïncide avec la fin de la guerre des Malouines et le déclin de la dictature argentine qui perd son pouvoir d'intimidation et ne peut plus empêcher le transfert au FC Barcelone de son génie de Buenos Aires.
À Barcelone, le petit génie argentin est en butte à des problèmes qu'il n'a jamais connus avant. Tout d'abord, il se heurte au scepticisme d'une partie du public, qui n'apprécie pas ses frasques en dehors des terrains de jeu. Une hépatite l'en éloigne en décembre 1982. Enfin, il doit faire face à des défenseurs très rugueux, qui n'hésitent pas à l'agresser sous les yeux des arbitres. L'un d'entre eux, le défenseur de l'Athletic Bilbao, Andoni Goikoetxea, brise la cheville de Maradona, ce qui l’écarte pendant quelques mois des terrains. En froid avec Udo Lattek, l'entraîneur du Barça, Diego n'arrange pas son image en ayant une vie nocturne très agitée, où il écume les boîtes de nuit. Lui-même a avoué que c'est aussi à Barcelone qu'il a commencé à prendre de la cocaïne.
En 1984, Diego Maradona conclut son épopée barcelonaise en étant à l'origine d'une bagarre générale contre l'Athletic Bilbao, lors de la finale de la Coupe du Roi, en présence de Juan Carlos. Il s'agit des retrouvailles entre El Pibe de Oro et son bourreau Andoni Goikoetxea. Ce nouveau coup de sang marque le divorce de Maradona avec la Catalogne.
Même si la période barcelonaise n'est pas qu'un fiasco pour l'Argentin — il est élu meilleur joueur du championnat lors de sa première année catalane, marque 38 buts en 58 matchs, remporte une Coupe du Roi en 1983 contre le Real Madrid — elle est loin d'être la plus brillante partie de sa carrière.

#### L'arrivée à Naples

Fresque représentant Diego Armando Maradona dans le quartier espagnol de Naples.

Le 5 juillet 1984, Maradona rejoint le SSC Napoli, modeste club de Série A italienne, pour plus de 9 millions de dollars, un record mondial à l'époque. Il est accueilli par 70 000 supporters napolitains assistant à sa présentation au stade San Paolo.
Malgré les quatorze buts de Maradona, la première saison du club est relativement décevante, les Azzurri terminant en milieu de tableau, loin cependant des affres de la saison précédente. L'arrivée de l'entraîneur Ottavio Bianchi en 1985 et le renforcement de l'équipe (avec Bruno Giordano notamment) permet au club d'obtenir une prometteuse troisième place la saison suivante.
En janvier 1986, l'imprésario Guillermo Coppola remplace Jorge Cyterszpiler qui était l'agent de Maradona depuis 1978. Coppola, banquier, manager et play-boy introduit dans le milieu du show business, devient l'agent exclusif de Maradona et fait du footballeur un millionnaire. Maradona ne craint plus les scandales et la presse : grâce aux relations de Coppola, il est devenu intouchable, protégé par la mafia napolitaine, la Camorra, fréquentant notamment des femmes liées à divers clans mafieux, dont le clan Giuliano qui lui fournit sa cocaïne afin qu'il ne tombe pas sur de la poudre trafiquée. La Drug Enforcement Administration (DEA) américaine fichera même Coppola comme narcotrafiquant, s'appuyant sur des témoignages de repentis qui affirment que la Camorra a utilisé le passeport diplomatique de Maradona pour faire transiter de la drogue entre l'Amérique du Sud et l'Italie. Un autre repenti Pietro Pugliese, tueur patenté de la mafia napolitaine et ancien garde du corps de Maradona accuse le footballeur argentin d'être « un trafiquant de cocaïne, un de ces « puppi » (marionnette sicilienne) aux mains de la camorra napolitaine ».

#### La Coupe du monde 1986

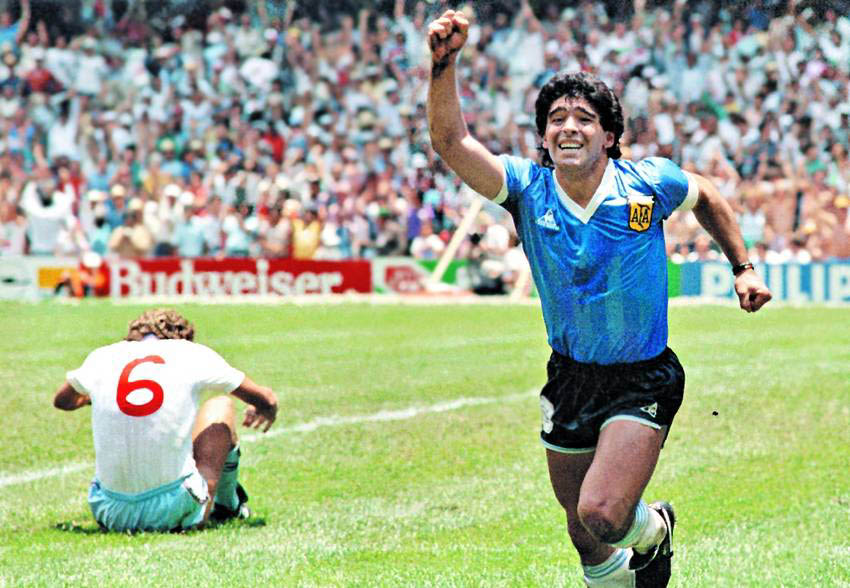
Diego Maradona contre l'Angleterre en 1986 après le but du siècle.

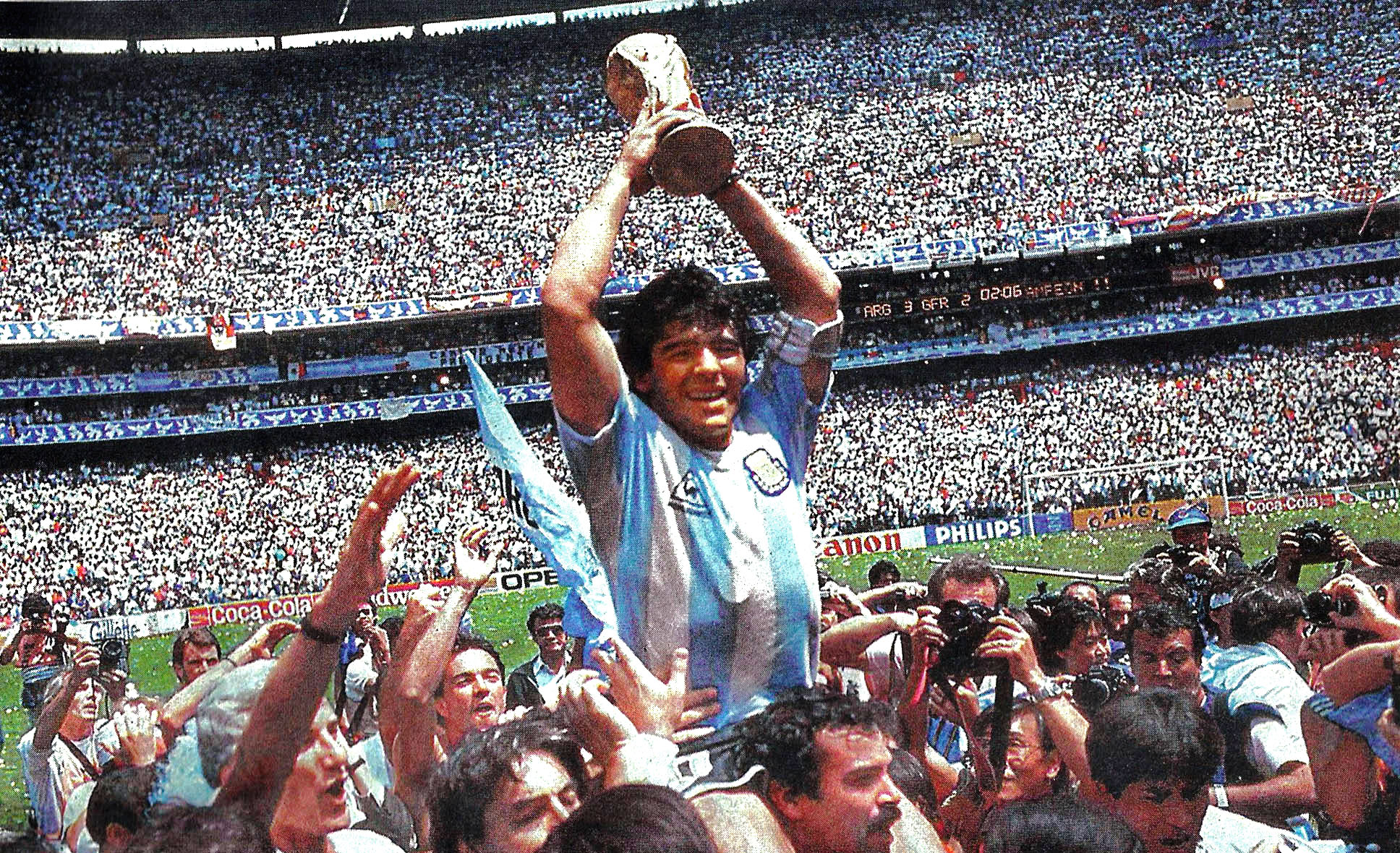
Diego Maradona soulevant le trophée de la Coupe du monde en 1986.

En 1986, Maradona est capitaine d'une équipe d'Argentine qui veut venger la déroute de 1982. À 25 ans, le joueur argentin dispute sa compétition la plus aboutie. Incroyablement brillant, il permet à l'équipe argentine d'atteindre la finale. En quart de finale contre l'Angleterre, il inscrit l'un des plus beaux buts de l'histoire du football en partant de son camp et passant en revue toute la défense anglaise avant de tromper le gardien. Il avait tenté la même action, sans réussite cette fois, six années plus tôt lors d'un match amical contre cette même équipe d’Angleterre au stade de Wembley. Cet exploit suit le premier but marqué par Maradona à l'aide de la main, qui sera appelé la « Main de Dieu » à la suite des commentaires de fin de match donnés par Maradona.
Ce but émanant d'une tricherie manifeste, lourd de conséquences pour l'adversaire anglais, est souvent pris en exemple par les partisans de l'arbitrage vidéo pour l'introduction de cette technologie dans les compétitions de haut niveau.
En finale, l'Argentine dispose non sans difficultés d'une équipe de RFA accrocheuse. Maradona offre le but de la victoire (3 - 2) à son coéquipier Jorge Burruchaga. Le « gamin en or » réalise le rêve de ses douze ans.

#### L'âge d'or napolitain

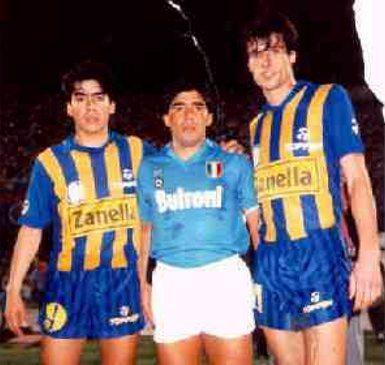
Diego Maradona en 1986.

Les années napolitaines suivant la Coupe du monde 1986 sont ses meilleures années sportives. Adulé par une population qui se reconnaît dans ce joueur aux origines modestes, Maradona mène le Napoli aux plus grands titres de son histoire jusqu'à le faire devenir l'un des plus grands clubs d'Europe.
Renforcé par Fernando De Napoli, le SSC Naples réalise une saison 1986-1987 historique : champions d'Italie pour la première fois de l'histoire du club, trois points devant la Juventus de Turin de Michel Platini, tenante du titre, les Napolitains remportent également la coupe d'Italie, réalisant ainsi un rare doublé. Avec ces titres, Diego Maradona devient une icône quasiment religieuse. Malheureusement pour le club, au niveau européen, Naples est éliminé en 32e de finale de la coupe de l'UEFA face au Toulouse FC. Maradona rate sa frappe pendant la séance de tirs au but en tirant sur le poteau lors du match retour au Stadium de Toulouse.
Éliminés au premier tour de la Coupe des clubs champions européens 1987-1988 par le Real Madrid, les Napolitains font longtemps la course en tête du Championnat grâce notamment à leur ligne d'attaque MA-GI-CA (Maradona - Giordano - Careca), avant de s'écrouler et être dépassés en toute fin de saison par l'AC Milan. Maradona est le meilleur buteur de la saison avec quinze réalisations.
Qualifiés pour la Coupe UEFA 1988-1989, les Azzurri disposent notamment des Girondins de Bordeaux, de la Juventus de Turin, du Bayern Munich, avant de triompher du VfB Stuttgart en finale (5–4 sur les deux matchs),. Lors de la finale de la Coupe de l'UEFA, il reçoit la note de 10/10 de la part des journalistes de la Gazzetta dello Sport. Deuxièmes du Championnat pour la seconde fois en 1989 (au profit de l'Inter Milan), l'équipe de Maradona remporte finalement un deuxième titre de champion en 1990, devant le Milan AC, ainsi que la Supercoupe d'Italie, devant une Juventus de Turin dépassée (5-1).
Même si les médias glosent sur sa forme physique et sa propension à faire la fête, le joueur multiplie les exploits sur le terrain et fait taire ses détracteurs. Mais hors du terrain, les scandales commencent à trouver écho au sein des médias. On lui trouve un fils illégitime, on parle de ses liens avec la Camorra (mafia napolitaine). À l'été 1989, l'Olympique de Marseille en pleine ascension sous la férule de Bernard Tapie cherche à le recruter, mais les dirigeants napolitains s'opposent à son départ.

#### La Coupe du monde 1990
En 1990, Maradona dispute sa troisième Coupe du monde en Italie. L'Argentine est loin de son niveau de 1986 et manque même de se faire éliminer dès le premier tour.
Contre le Brésil en 8e de finale, il donne une passe décisive à Claudio Caniggia après avoir éliminé quatre joueurs de la Seleção.
En demi-finale, Maradona qualifie l'Argentine aux tirs au but face à l'Italie, dans le stade de Naples où il jouait durant la saison régulière. Beaucoup de Napolitains se rallient à sa cause et fêtent la victoire de l'Argentine et de leur star. Lors de la finale au Stadio olimpico de Rome, au public italien qui siffle l'hymne argentin Maradona marmonne des « hijos de puta... » Avec les mêmes acteurs que celle de l'édition précédente, les Allemands remportent cette fois le titre lors d'un match terne, conclu par un penalty d'Andreas Brehme après une faute controversée sur Rudi Völler. Maradona livre une prestation assez moyenne, bien muselé par le milieu défensif Guido Buchwald.

#### Suspension et départ de Naples
Condamné à 15 mois de suspension à la suite d'un contrôle positif à la cocaïne enregistré le 17 mars 1991, Maradona reçoit même, malgré les appels et autres recours judiciaires, une peine de 14 mois de prison avec sursis de la part des autorités italiennes. Pour lui, c'est le début du déclin.

#### Déclin et transferts à Séville puis retour en Argentine
Il quitte Naples en 1992 pour jouer au FC Séville qui l'achète 7,5 millions de dollars, l'Olympique de Marseille de Bernard Tapie ayant renoncé à ce transfert, le joueur étant trop cher et trop abîmé. Après la saison sévillanne au cours de laquelle il dispute 26 matches de Championnat (marquant cinq buts dont deux sur penalty), il retourne finir sa carrière en Argentine aux Newell's Old Boys puis à Boca Juniors (1995–1997). Ces années sont dures pour Maradona, qui voit toujours sa réputation le précéder. Ayant pris trop de poids, rongé par la cocaïne, il ne retrouvera plus jamais le niveau qui fut le sien avant sa suspension.
Revenu en grâce pour la Coupe du monde 1994 organisée aux États-Unis, il est de nouveau sélectionné après sa suspension pour usage de stupéfiants, mais il est invité à rendre ses crampons après être contrôlé positif, à l'éphédrine cette fois,. Il ne joue que deux matches lors de ce tournoi. Il y inscrit son dernier but en équipe nationale, une frappe en pleine lucarne contre la Grèce. C’est aussi la dernière apparition de Maradona sous le maillot argentin.
En 1997, il fait appel brièvement à l'athlète controversé Ben Johnson pour l'aider à son entraînement. Le 13 juillet, il participe à l'âge de 37 ans au match de rentrée du Boca contre le Racing. Il raccroche définitivement les crampons la même année.

### Carrière d'entraîneur

#### Sélectionneur de l'équipe nationale d'Argentine

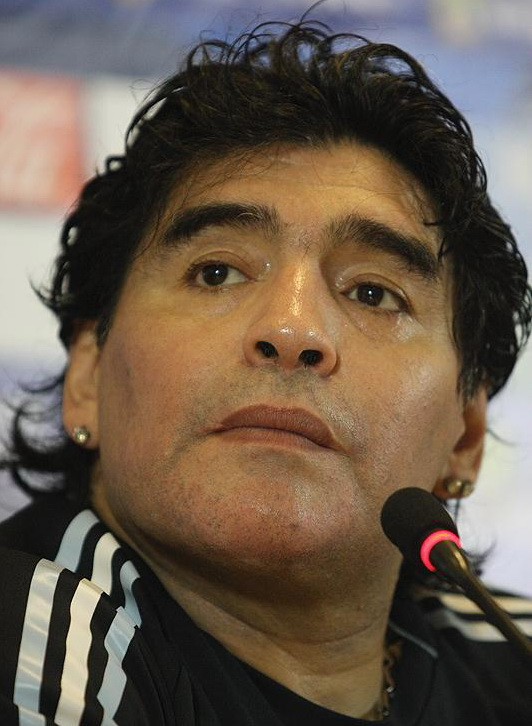
Diego Maradona en 2010.

Lors de la Coupe du monde en Allemagne en 2006, il est commentateur sportif pour la chaîne de télévision espagnole Cuatro (ex-Canal+ Espagne), sauf les jours de match de l’Argentine, car il exige de ne pas travailler les jours de match de son équipe nationale. Après avoir commenté des matchs de l'équipe d'Argentine, il devient le 28 octobre 2008, sélectionneur à la tête de l'équipe d'Argentine de football en remplacement d'Alfio Basile. Pour son premier match en tant que sélectionneur, il obtient une victoire (1-0) face à l'Écosse. Les débuts sont difficiles jusqu'à faire subir la plus grosse défaite de l'histoire de l'Argentine contre la Bolivie 6-1, le 1er avril 2009.
En parallèle Maradona doit faire face à des ennuis extra-sportifs. Poursuivi par les autorités financières italiennes pour un défaut de paiement, Diego Maradona voit le fisc débarquer pendant sa cure d'amaigrissement, le 17 septembre 2009. Toujours redevable de plus de 37 millions d'euros (du temps où il jouait au SSC Napoli), Diego Maradona se voit ordonner le versement de cette dette. Le fisc italien lui saisit même ses boucles d'oreilles en or pour commencer le remboursement.
Très critiqué à cause des mauvaises performances de la sélection argentine, Diego Maradona s'en prend à la presse et tente de répondre aux attaques maladroitement. Le malaise grandit en Argentine où l'idole passée déçoit les supporters de par ses décisions et ses réponses tactiques déficientes[réf. nécessaire]. Le 10 octobre 2009, après la victoire étriquée contre le Pérou (2-1), Maradona se lâche et effectue un grand plongeon sur la pelouse trempée du stade Monumental.
Le 12 octobre 2009, l'équipe d'Argentine se qualifie finalement pour le Mondial sud-africain de 2010 après avoir gagné contre l'Uruguay sur le score de 1-0, dans le stade Centenario de Montevideo. Après le match, Maradona fait face aux journalistes argentins qui n'ont eu de cesse d'émettre des doutes sur sa capacité à entraîner la sélection. S'ensuit alors une conférence de presse surréaliste durant laquelle le sélectionneur, très remonté, savoure la qualification, mais surtout insulte l'auditoire avec des propos grossiers qui choquent le pays entier. Le divorce entre Maradona et l'opinion publique semble alors définitivement consommé ; d'autant que certaines rumeurs annoncent qu'il pourrait démissionner. Néanmoins le président de la Fédération argentine tente de calmer le jeu et renouvelle sa confiance au Pibe de Oro. Les autorités de la FIFA le sanctionneront finalement à deux mois de suspension et 16 000 euros d'amende pour la vulgarité employée.
Durant le mondial 2010, l'Argentine sort première de son groupe avec 9 points et se qualifie pour les quarts de finale en gagnant 3 à 1 face au Mexique. L'équipe semble bien partie pour rejoindre le dernier carré, mais l'équipe albiceleste s'incline en quart de finale contre l'Allemagne par 4 buts à 0. L'Argentine prend une leçon de football et cette déroute met en lumière les limites du « style » Maradona.
Il est finalement écarté du poste au mois de juillet 2010 pour être remplacé par Sergio Batista, ancien sélectionneur des moins de 20 ans.

#### Entraîneur de clubs émiratis

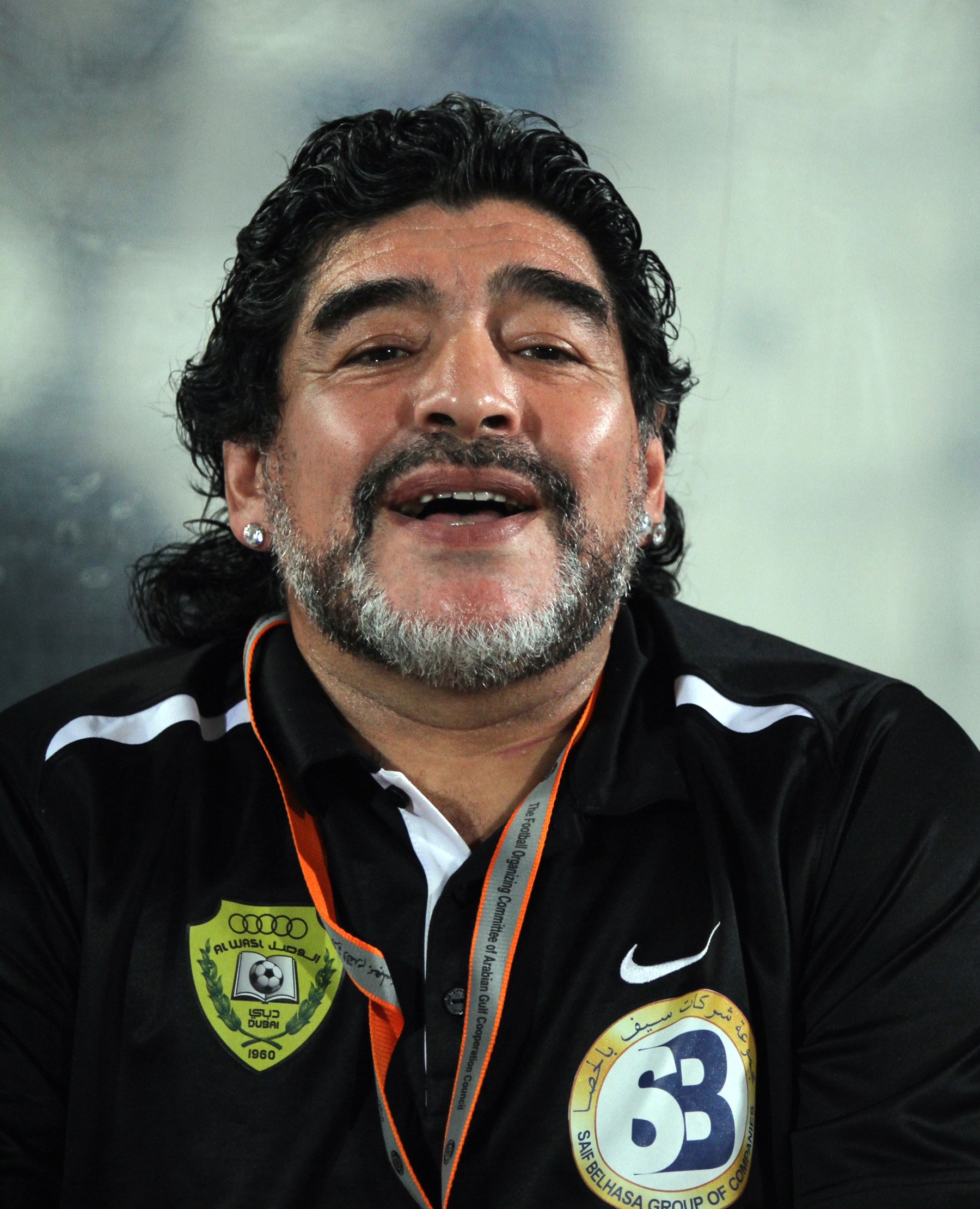
Diego Maradona en 2012.

Le 16 mai 2011, dix mois après avoir quitté la tête de la sélection argentine, Diego Maradona signe pour deux saisons un contrat d'entraîneur au club d'Al Wasl Dubaï. Faute de résultats, son club le limoge le 10 juillet 2012. Début mars 2013, une rumeur alimentée par Louis Nicollin et des journalistes laisse croire que Maradona pourrait être intéressé pour succéder à René Girard au poste d'entraîneur du Montpellier Hérault Sport Club.
En 2014, Diego Maradona continue de travailler. Il est consultant pour la chaîne de télévision vénézuélienne Tele Sur lors de la Coupe du monde. La star argentine est en effet très endettée, devant encore 40 millions d'euros d'arriérés d'impôts au fisc italien qui lui saisit différents biens personnels afin de rembourser sa dette.
Le 17 août 2015, de passage en Tunisie, Maradona visite Ali Bennaceur, l'arbitre du quart de finale de la Coupe du monde 1986, à son domicile et lui rend hommage en lui offrant un maillot argentin portant sa signature, et ce pour la fameuse Main de Dieu,,,.
Maradona est nommé en 2017 entraîneur de Fujaïrah Sports Club, modeste club des Émirats arabes unis qui évolue en deuxième division émiratie. L'équipe ne perd aucun match sous ses ordres, mais enchaîne les matchs nuls et voit ses chances de promotion dans l'élite réduite à néant. Il finit par démissionner le 28 avril 2018.

#### Rebond en Biélorussie et au Mexique

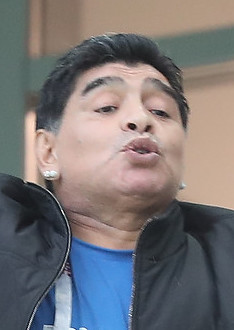
Diego Maradona en 2018.

Le 16 mai 2018, il s'engage en tant que président du club biélorusse du Dinamo Brest (D1) pour une durée de trois ans.
Le 7 septembre 2018, il est nommé entraîneur des Dorados de Sinaloa (D2 mexicaine), tout en restant à la tête du Dinamo.

#### Retour en Argentine

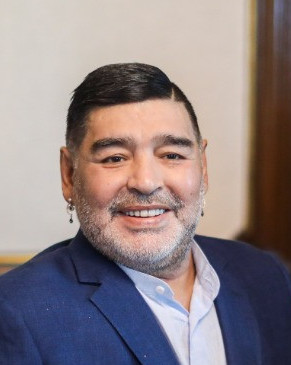
Diego Maradona en 2019.

Le 5 septembre 2019, Maradona est nommé entraineur du Club de Gimnasia y Esgrima La Plata (D1). Il démissionne de son poste en novembre de la même année. Il revient sur sa décision deux jours plus tard.

## La légende Maradona

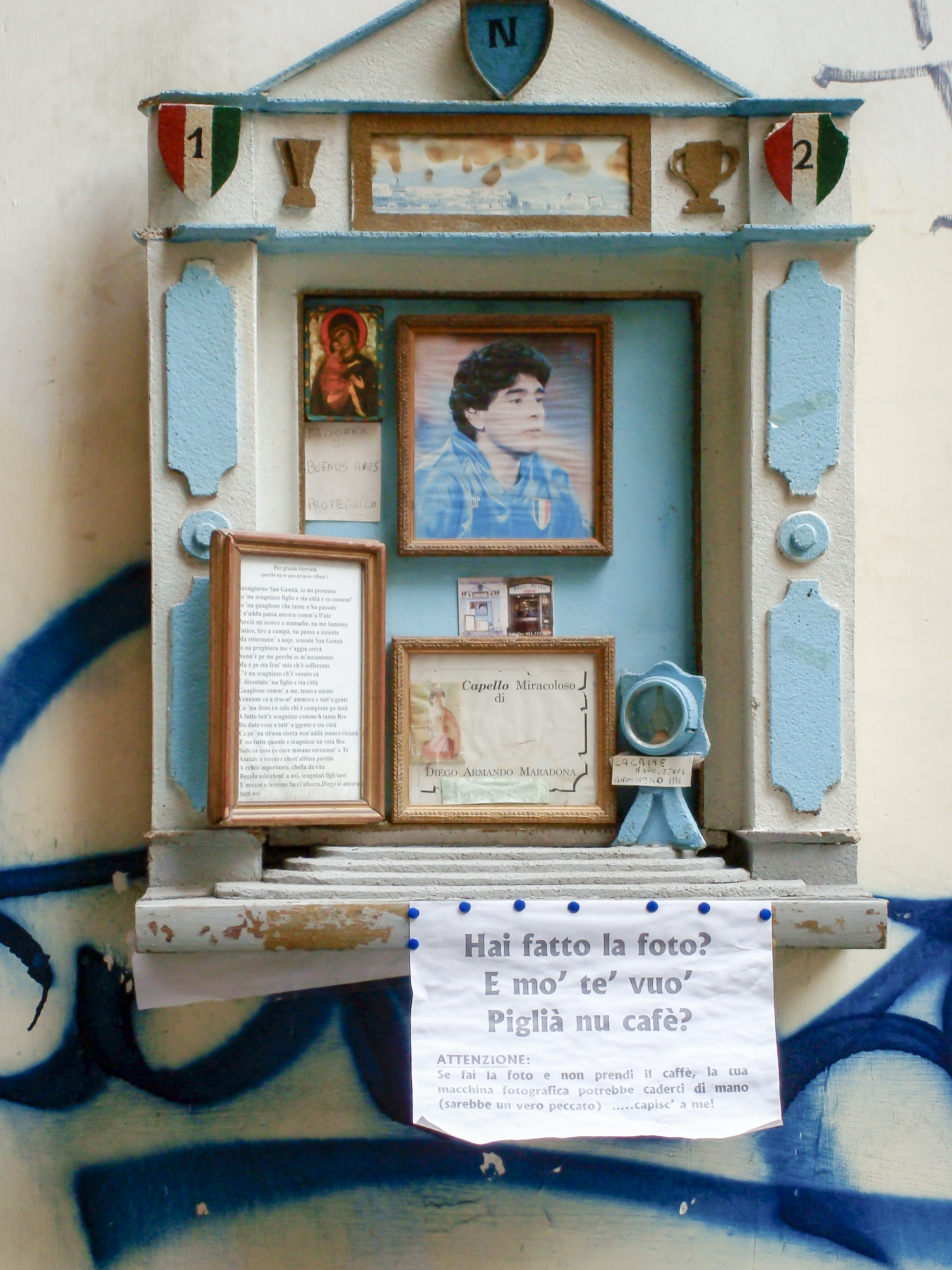
Culte de Diego Maradona à Naples.

Maradona fut l'un des meilleurs techniciens du football. Dribbleur hors pair capable de mystifier les meilleurs défenseurs de son époque, il pouvait compter sur un toucher de balle particulièrement fin. Sa petite taille était loin d'être un défaut, car elle lui permettait de rapidement changer de direction et de le rendre quasiment insaisissable. Le but qu'il marque contre l'Angleterre en quart de finale de Coupe du monde est à ce titre très représentatif de son style. Buteur génial, capable de marquer les buts les plus improbables, il était aussi un remarquable passeur qui pouvait à l'occasion devenir un stratège.
Néanmoins, si Maradona laisse l'image d'un joueur controversé, c'est en partie dû au fait qu'il était capable du meilleur comme du pire. Capable de réaliser des gestes extraordinaires, mais aussi de sombrer dans la violence et de ne plus se contrôler, de tricher. Toutes ces facettes expliquent pourquoi sa carrière fut à la fois brillante (coupe du monde 1986) et problématique (suspension à la coupe du monde 1994).
Un film retraçant son parcours, intitulé Maradona du réalisateur serbe Emir Kusturica, est présenté au Festival de Cannes 2008. Une bande son de Manu Chao a pour refrain « Si j'étais Maradona je serais comme lui ».
Un autre film de Carlos Sorin, intitulé El camino de San Diego a pour thème Diego Maradona et la popularité et le mythe qu'il suscite en Argentine.

## Statistiques

### En tant que joueur

#### En club
Le tableau suivant présente, pour chaque saison, le nombre de matchs joués et de buts marqués dans le championnat national, dans les coupes nationales et dans les coupes internationales. Les coupes nationales comprennent la principale coupe du pays ainsi que les éventuelles supercoupe et coupe de la ligue.
| Saison                | Club                  | Championnat           | Championnat | Championnat | Coupe nationale | Coupe nationale | Coupe de la Ligue | Coupe de la Ligue | Supercoupe | Supercoupe | Compétition(s) continentale(s) | Compétition(s) continentale(s) | Compétition(s) continentale(s) | Total | Total |
| Saison                | Club                  | Division              | M.          | B.          | M.              | B.              | M.                | B.                | M.         | B.         | Comp.                          | M.                             | B.                             | M.    | B.    |
| 1976                  | Argentinos Juniors    | Division 1            | 11          | 2           | -               | -               | -                 | -                 | -          | -          | -                              | -                              | -                              | 11    | 2     |
| 1977                  | Argentinos Juniors    | Division 1            | 37+12       | 13+6        | -               | -               | -                 | -                 | -          | -          | -                              | -                              | -                              | 49    | 19    |
| 1978                  | Argentinos Juniors    | Division 1            | 31+4        | 22+4        | -               | -               | -                 | -                 | -          | -          | -                              | -                              | -                              | 35    | 26    |
| 1979                  | Argentinos Juniors    | Division 1            | 15+11       | 14+12       | -               | -               | -                 | -                 | -          | -          | -                              | -                              | -                              | 26    | 26    |
| 1980                  | Argentinos Juniors    | Division 1            | 32+13       | 25+18       | -               | -               | -                 | -                 | -          | -          | -                              | -                              | -                              | 45    | 43    |
| Sous-total            | Sous-total            | Sous-total            | 166         | 116         | -               | -               | -                 | -                 | -          | -          | -                              | -                              | -                              | 166   | 116   |
| 1981                  | Boca Juniors          | Division 1            | 28+12       | 17+11       | -               | -               | -                 | -                 | -          | -          | -                              | -                              | -                              | 40    | 28    |
| Sous-total            | Sous-total            | Sous-total            | 40          | 28          | -               | -               | -                 | -                 | -          | -          | -                              | -                              | -                              | 40    | 28    |
| 1982-1983             | FC Barcelone          | Liga                  | 20          | 11          | 5               | 3               | 6                 | 4                 | -          | -          | C2                             | 4                              | 5                              | 35    | 23    |
| 1983-1984             | FC Barcelone          | Liga                  | 16          | 11          | 4               | 1               | -                 | -                 | -          | -          | C2                             | 3                              | 3                              | 23    | 15    |
| Sous-total            | Sous-total            | Sous-total            | 36          | 22          | 9               | 4               | 6                 | 4                 | -          | -          | -                              | 7                              | 8                              | 58    | 38    |
| 1984-1985             | SSC Naples            | Serie A               | 30          | 14          | 6               | 3               | -                 | -                 | -          | -          | -                              | -                              | -                              | 36    | 17    |
| 1985-1986             | SSC Naples            | Serie A               | 29          | 11          | 2               | 2               | -                 | -                 | -          | -          | -                              | -                              | -                              | 31    | 13    |
| 1986-1987             | SSC Naples            | Serie A               | 29          | 10          | 10              | 7               | -                 | -                 | -          | -          | C3                             | 2                              | 0                              | 41    | 17    |
| 1987-1988             | SSC Naples            | Serie A               | 28          | 15          | 9               | 6               | -                 | -                 | -          | -          | C1                             | 2                              | 0                              | 39    | 21    |
| 1988-1989             | SSC Naples            | Serie A               | 26          | 9           | 12              | 7               | -                 | -                 | -          | -          | C3                             | 12                             | 3                              | 50    | 19    |
| 1989-1990             | SSC Naples            | Serie A               | 28          | 16          | 3               | 2               | -                 | -                 | -          | -          | C3                             | 5                              | 0                              | 36    | 18    |
| 1990-1991             | SSC Naples            | Serie A               | 18          | 6           | 3               | 2               | -                 | -                 | 1          | 0          | C1                             | 4                              | 2                              | 26    | 10    |
| Sous-total            | Sous-total            | Sous-total            | 188         | 81          | 45              | 29              | -                 | -                 | 1          | 0          | -                              | 25                             | 5                              | 259   | 115   |
| 1992-1993             | FC Séville            | Liga                  | 26          | 5           | 4               | 2               | -                 | -                 | -          | -          | -                              | -                              | -                              | 30    | 7     |
| Sous-total            | Sous-total            | Sous-total            | 26          | 5           | 4               | 2               | -                 | -                 | -          | -          | -                              | -                              | -                              | 30    | 7     |
| 1993-1994             | Newell's Old Boys     | Division 1            | 5           | 0           | -               | -               | -                 | -                 | -          | -          | -                              | -                              | -                              | 5     | 0     |
| Sous-total            | Sous-total            | Sous-total            | 5           | 0           | -               | -               | -                 | -                 | -          | -          | -                              | -                              | -                              | 5     | 0     |
| 1995-1996             | Boca Juniors          | Ouv.+Clô              | 11+13       | 3+2         | -               | -               | -                 | -                 | -          | -          | -                              | -                              | -                              | 24    | 5     |
| 1996-1997             | Boca Juniors          | Ouv.+Clô              | 0+1         | 0+0         | -               | -               | -                 | -                 | -          | -          | -                              | 1                              | 0                              | 2     | 0     |
| 1997-1998             | Boca Juniors          | Ouv.                  | 5           | 2           | -               | -               | -                 | -                 | -          | -          | -                              | -                              | -                              | 5     | 2     |
| Sous-total            | Sous-total            | Sous-total            | 30          | 7           | -               | -               | -                 | -                 | -          | -          | -                              | 1                              | 0                              | 31    | 7     |
| Total sur la carrière | Total sur la carrière | Total sur la carrière | 491         | 259         | 58              | 35              | 6                 | 4                 | 1          | 0          | -                              | 33                             | 13                             | 589   | 311   |

### En sélection nationale
| Saison                | Sélection             | Phases finales                                    | Phases finales | Phases finales | Éliminatoires CDM | Éliminatoires CDM | Matchs amicaux | Matchs amicaux | Finalissima 1993 | Finalissima 1993 | Total | Total |
| Saison                | Sélection             | Compétition                                       | M              | B              | M                 | B                 | M              | B              | M                | B                | M     | B     |
| --------------------- | --------------------- | ------------------------------------------------- | -------------- | -------------- | ----------------- | ----------------- | -------------- | -------------- | ---------------- | ---------------- | ----- | ----- |
| 1976-1977             | Argentine             | -                                                 | -              | -              | -                 | -                 | 1              | 0              | -                | -                | 1     | 0     |
| 1977-1978             | Argentine             | Coupe du monde 1978                               | -              | -              | -                 | -                 | 3              | 0              | -                | -                | 3     | 0     |
| 1978-1979             | Argentine             | Copa América 1979                                 | 2              | 1              | -                 | -                 | 6              | 2              | -                | -                | 8     | 3     |
| 1979-1980             | Argentine             | -                                                 | -              | -              | -                 | -                 | 4              | 3              | -                | -                | 4     | 3     |
| 1980-1981             | Argentine             | -                                                 | -              | -              | -                 | -                 | 8              | 4              | -                | -                | 8     | 4     |
| 1981-1982             | Argentine             | Coupe du monde 1982                               | 5              | 2              | -                 | -                 | 5              | 0              | -                | -                | 10    | 2     |
| 1984-1985             | Argentine             | -                                                 | -              | -              | 6                 | 3                 | 2              | 2              | -                | -                | 8     | 5     |
| 1985-1986             | Argentine             | Coupe du monde 1986                               | 7              | 5              | -                 | -                 | 3              | 2              | -                | -                | 10    | 7     |
| 1986-1987             | Argentine             | Copa América 1987 4e                              | 4              | 3              | -                 | -                 | 1              | 1              | -                | -                | 5     | 4     |
| 1987-1988             | Argentine             | -                                                 | -              | -              | -                 | -                 | 3              | 1              | -                | -                | 3     | 1     |
| 1988-1989             | Argentine             | Copa América 1989                                 | 6              | 0              | -                 | -                 | 1              | 0              | -                | -                | 7     | 0     |
| 1989-1990             | Argentine             | Coupe du monde 1990                               | 7              | 0              | -                 | -                 | 4              | 1              | -                | -                | 11    | 1     |
| 1992-1993             | Argentine             | Coupe des confédérations 1992 + Copa América 1993 | -              | -              | -                 | -                 | 1              | 0              | 1                | 0                | 2     | 0     |
| 1993-1994             | Argentine             | Coupe du monde 1994                               | 2              | 1              | 2                 | 0                 | 5              | 1              | -                | -                | 9     | 2     |
| Total sur la carrière | Total sur la carrière | Total sur la carrière                             | 33             | 12             | 8                 | 3                 | 47             | 17             | 1                | 0                | 89    | 32    |

### En tant qu'entraîneur

#### En club
| Deportivo Mandiyú (en)              | 3 octobre 1994   | 6 décembre 1994  | 12  | 1  | 5  | 6  | 8,33  | 41,67 | 50,00 |
| Racing Club                         | 6 janvier 1995   | 6 mai 1995       | 11  | 2  | 3  | 6  | 18,18 | 27,27 | 54,55 |
| Argentine                           | 29 octobre 2008  | 27 juillet 2010  | 24  | 18 | 0  | 6  | 75,00 | 00,00 | 25,00 |
| Al Wasl                             | 16 mai 2011      | 10 juillet 2012  | 43  | 19 | 6  | 18 | 44,19 | 13,95 | 41,86 |
| Fujaïrah Sports Club                | Avril 2017       | Avril 2018       | 19  | 10 | 8  | 1  | 52,6  | 42,1  | 5,2   |
| Dorados de Sinaloa                  | Septembre 2018   | Juin 2019        | 38  | 20 | 9  | 9  | 52,6  | 23,7  | 23,7  |
| Club de Gimnasia y Esgrima La Plata | 5 septembre 2019 | 25 novembre 2020 | 8   | 3  | 0  | 5  | 37,5  | 0     | 62,5  |
| Total carrière                      | Total carrière   | Total carrière   | 155 | 73 | 31 | 51 | 47,1  | 20    | 32,9  |

## Palmarès

### En club
| Boca Juniors (1)                                 | FC Barcelone (3) | SSC Naples (5) |
| ------------------------------------------------ | --- | --- |
| Championnat d'Argentine : (1) - Champion en 1981 | Coupe du Roi : (1) - Champion en 1983 - Finaliste en 1984 Supercoupe d'Espagne : (1) - Champion en 1983-1984 Coupe de la Ligue d'Espagne : (1) - Champion en 1983 | Championnat d'Italie : (2) - Champion en 1986-1987 et 1989-1990 - Vice-Champion en 1987-1988 et 1988-1989 Coupe d'Italie : (1) - Champion en 1987 - Finaliste en 1989 Supercoupe d'Italie : (1) - Champion en 1990 Coupe UEFA : (1) - Champion en 1989 |

### En équipe d'Argentine
| Équipe d'Argentine juniors (1)                  | Équipe d'Argentine (2) |
| ----------------------------------------------- | --- |
| Coupe du monde juniors : (1) - Champion en 1979 | Coupe du monde : (1) - Champion en 1986 - Finaliste en 1990 Copa América : - Troisième en 1989 Coupe intercontinentale des nations : (1) - Champion en 1993 |

## Distinctions individuelles et records
- Élu meilleur joueur de la Coupe du Monde en 1986
- Élu deuxième meilleur joueur de la Coupe du monde en 1990
- Élu joueur de l'année World Soccer Awards en 1986
- Prix Champion des champions de L'Équipe en 1986
- Élu Onze d'Or en 1986 et en 1987 par le magazine Onze
- Élu Onze de Bronze en 1985 et en 1988 par le magazine Onze
- Élu meilleur joueur argentin (par l'association des journalistes) en 1979, en 1980, en 1981 et en 1986
- Élu meilleur joueur sud-américain (par El Mundo[68] ou El Pais[69](Uruguay)) en 1979, en 1980, en 1986, en 1989, en 1990 et en 1992[70]
- Élu meilleur sportif argentin (Olimpia de Oro Award) en 1979 et en 1986
- Élu joueur du XXe siècle » par un vote international sur Internet et organisé par la FIFA (Maradona : 36,27 %, Pelé : 36,20 %, Eusébio : 16 %)
- Reçoit un Ballon d'Or France Football pour l'ensemble de sa carrière en 1995
- Meilleur passeur de la Coupe du Monde en 1986 (5 passes décisives)[71]
- Élu meilleur joueur de Serie A en 1985 par Guerin Sportivo
- Nommé au FIFA 100 en 2004
- Nommé dans la Dream Team FIFA en 2002[72]
- Élu 5e meilleur joueur mondial du siècle par l'IFFHS
- 5e meilleur buteur de l'histoire de l'équipe d'Argentine avec 32 buts
- Meilleur buteur de Série A en 1988 (15 buts) avec le SSC Naples
- Membre de l'équipe de l'année World Soccer Awards avec l'équipe d'Argentine en 1986
- 2e des 100 plus grands joueurs du XXe siècle World Soccer Awards, publié en décembre 1999[73]
- Élu joueur légende par Golden Foot en 2003[74]
- Reçoit la note de 10/10 par la Gazzetta dello Sport pour sa performance contre le VfB Stuttgart lors de la finale de la Coupe UEFA 1988-1989
- Son but marqué lors du quart-de-finale de la Coupe du monde 1986 au Mexique contre l'Angleterre, le 22 juin 1986 au Stade Azteca à Mexico est désigné But du siècle par un sondage sur le site web de la FIFA, pendant la Coupe du monde 2002[75],[76]
- Membre de Temple de la renommée du football argentin en 2007[77]
- Membre du Temple de la renommée du football italien en 2014
- Membre du Ballon d'Or Dream Team en 2020
- Meilleur buteur étranger de l'histoire de la coupe d'Italie avec 29 buts

## Vie privée

### Habitudes
Maradona avait l'habitude de parler de lui-même à la troisième personne comme "Maradona" et "El Diego".

### Mariage et famille
Le 7 novembre 1989, Maradona épouse sa fiancée Claudia Villafañe à Buenos Aires. Ensemble, ils ont deux filles : Dalma Nerea (née le 2 avril 1987) et Gianinna Dinorah (née le 16 mai 1989). Il devient grand-père de Benjamin en 2009. Maradona et Villafañe divorcent en 2004.
En 2016, il annonce être le père d'autres enfants. Ainsi, il a eu un fils, Diego Sinagra (en), né en 1986 à Naples d'une relation extra-conjugale entre Maradona et Cristiana Sinagra, fille d'un coiffeur de Naples (Italie). Diego Sinagra a une carrière de footballeur en sixième division italienne avant de se lancer en 2008 dans le beach soccer, discipline dans laquelle il remporte le Scudetto en 2013. Il est le père en outre de Jana Sabalain née en 1996 de sa relation avec l'Argentine Valeria Sabalain, et en 2012, de Diego Fernando, né de sa relation avec Veronica Ojeda.
En mars 2019 il annonce être le père de trois autres enfants, à Cuba, mais n'en dira pas plus sur leur identité ni celle de leurs mères.

### Engagements politiques
Diego Maradona a défendu plusieurs dirigeants politique de gauche. Il se décrit ainsi comme un « soldat péroniste » et apporte publiquement son soutien aux présidents argentins Néstor Kirchner (2003-2007) et Cristina Kirchner (2007-2015). Au contraire, il dénonce la politique du président conservateur Mauricio Macri (2015-2019), qu'il estime responsable des licenciements de dizaines de milliers d’employés du secteur public et d'une augmentation rapide de la pauvreté.
Après avoir appris la mort de Fidel Castro, dont il est politiquement proche, il se déclare « terriblement triste, parce qu'il était pour moi comme un second père ». Il avait rencontré une première fois le président cubain en 1987 et retournait depuis lors régulièrement sur l'ile, nouant une relation de confiance avec lui.
Il soutient le président vénézuélien Hugo Chávez et apparait à ses côtés à plusieurs reprises, notamment lors du « sommet des peuples », un rassemblement altermondialiste organisé à Mar del Plata (Argentine) en novembre 2005 et exprime publiquement sa vive opposition au président américain George W. Bush. Soutenant également son successeur Nicolás Maduro, il déclare lors d'une conférence de presse le 31 mars 2019, après un match remporté par l'équipe mexicaine des Dorados (dont il est l'entraineur), « dédier ce triomphe à Nicolás Maduro et à tous les Vénézuéliens qui souffrent » tout en critiquant le président des États-Unis Donald Trump. Ces propos lui vaudront de faire l'objet d'une procédure disciplinaire conduite par la Fédération de football du Mexique pour manquement à la « neutralité politique et religieuse ».
En 2012, évoquant la lutte des Palestiniens contre l’occupation israélienne, il confie : « Je les respecte et je les comprends ». Et lorsque des bombardements massifs frappent la bande de Gaza durant l'été 2014 (plus de 2 200 morts, dont 75 % de civils), il donne de la voix pour dénoncer les massacres : « Ce qu’Israël fait aux Palestiniens est honteux ».
Lors de l'élection présidentielle brésilienne de 2018, il dénonce le candidat d’extrême droite Jair Bolsonaro. Faisant allusion à l'incarcération de l’ex-président socialiste Luiz Inácio Lula da Silva à l’issue d’un procès controversé et banni du scrutin présidentiel dont il était donné grand favori, il déclare : « Ils ont volé la présidence à Lula ! ».
Diego Maradona s’était rendu par deux fois dans la ville de Laâyoune au Sahara occidental où il avait participé à deux éditions, en 2015 et en 2016, du match gala international, organisé le 6 novembre de chaque année, à l’occasion des festivités marquant l’anniversaire de la Marche verte. Il s'était alors dit « fier et heureux » de prendre part aux festivités de l’anniversaire de la Marche Verte aux côtés des stars du ballon rond africain et mondial au stade Cheikh Laghdaf à Laâyoune.

### Problèmes de santé
Après la fin de sa carrière, Maradona connaît des problèmes de santé dus à des excès et à sa dépendance à la cocaïne. Sa première attaque cardiovasculaire survient en 2000. Il effectue alors une cure de désintoxication à Cuba.
En avril 2004, il est victime d’un malaise cardiaque le laissant à la limite de la mort. Il se soigne à Cuba et subit avec succès un pontage gastrique qui lui fait perdre quarante kilos, et réalise une cure de désintoxication.
Le 28 mars 2007, Maradona est hospitalisé à Buenos Aires, à la suite d'un nouveau malaise consécutif à sa consommation excessive d’alcool, à la boulimie et à l’abus de cigares. Les médecins diagnostiquent une hépatite. Il s’en remet. Ensuite, il participe notamment en 2008 à des matches de showbol avec l’équipe d’Argentine contre le Chili. Il y apparaît en forme moyenne (surpoids visible) l’obligeant à se faire remplacer régulièrement au cours des matchs.
Le 16 janvier 2012, il est hospitalisé en urgence pour des calculs rénaux.
Il est hospitalisé le 14 août 2014.
Il est de nouveau hospitalisé le 5 janvier 2019 après un saignement de l'estomac.
Le 30 octobre 2020, il apparaît affaibli lors de son soixantième anniversaire, ayant une anémie et ayant subi une déshydratation. Il est hospitalisé le 2 novembre. Il est ensuite opéré pour un hématome au cerveau. Il sort de l'hôpital le 12 novembre.
- Une importante perte de poids lui permet de recouvrer une certaine condition physique.
- Maradona lors du Soccer Aid organisé en Angleterre en mai 2006.

### Mort et inhumation
Le 25 novembre 2020, Diego Maradona meurt d'un arrêt cardiaque à son domicile de Tigre, dans la banlieue de Buenos Aires, à l'âge de 60 ans. Trois jours de deuil national sont décrétés par le gouvernement argentin immédiatement après l'annonce de sa mort.
La mort de Diego Maradona provoque énormément de réactions, plusieurs entraîneurs, légendes et joueurs professionnels du football lui rendent hommage comme : Pelé, Michel Platini, Lionel Messi ou encore Cristiano Ronaldo. La sélection argentine et de nombreux clubs à travers le monde comme le SSC Naples, Boca Juniors, le FC Barcelone et bien d'autres ont une pensée pour Maradona et expriment leur peine via différents supports comme les sites officiels et les réseaux sociaux.
Le 26 novembre 2020, Diego Maradona est inhumé au cimetière de Bella Vista, à Buenos Aires, aux côtés de ses parents.
Le 29 novembre 2020, le médecin personnel du footballeur, le docteur Leopoldo Luque, est inculpé d’homicide involontaire.
Le 19 mai 2021, les sept personnes mises en examen issues de l'équipe soignante de Diego Maradona jusqu’ici accusées d’homicide involontaire, sont désormais poursuivies pour homicide volontaire, d'après une source judiciaire. Le parquet considère ainsi que la mort du footballeur n’est pas le résultat d’une faute professionnelle ou d’une négligence de l’équipe médicale, mais que médecins et soignants n’ont rien fait pour empêcher sa mort quand celle-ci s’est précisée.

## Activités extra-sportives
Maradona anime[Quand ?] une émission de variétés[Laquelle ?] qui bat des records d’audience à la télévision argentine[réf. nécessaire].
Entre 2005 et 2006, il participe à la deuxième saison de l'émission italienne Ballando con le stelle. Émission qu'il doit abandonner au bout de la troisième semaine de compétition.

## Hommages
- Le footballeur Diego Demme a été prénommé ainsi par son père, fervent supporter de Naples, en hommage à Diego Maradona[108].
- Le 25 novembre 2020, quelques heures après le décès de Maradona, le président du SSC Naples Aurelio De Laurentiis et la ville de Naples annoncent que le Stade San Paolo sera renommé le Stade Diego Armando Maradona[109].